# Disturbios raciales de Sídney de 2005
Una serie de violentos disturbios raciales tuvieron lugar en varios suburbios de Sídney, Australia el 11, 12 y 13 de diciembre de 2005. La violencia se manifestó en Cronulla inicialmente y luego se extendió a otros suburbios de sudeste de Sídney.

## Brote inicial

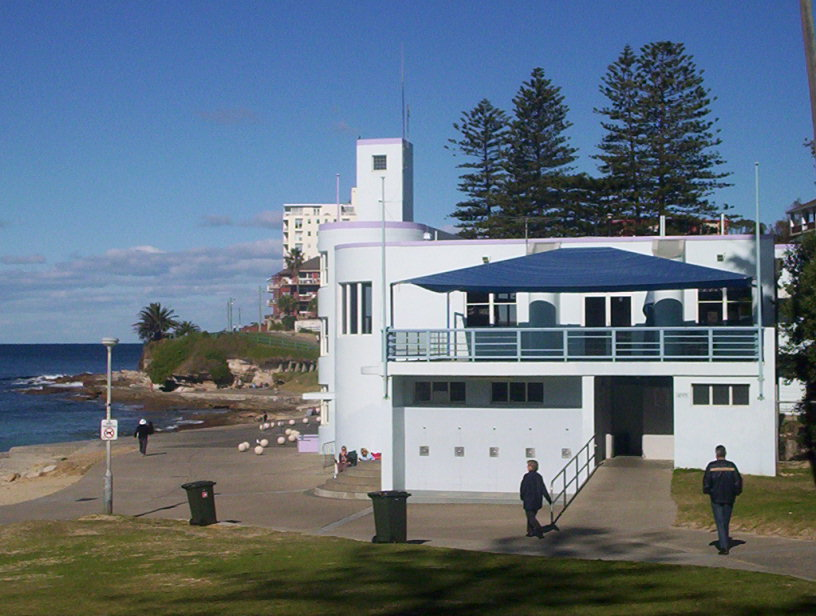
Playa de Cronulla, en Sídney.

El sábado 4 de diciembre de 2005 un grupo de jóvenes de ascendencia libanesa jugaban fútbol en la playa de Cronulla cuando los vigilantes del norte de ese barrio les dijeron que no continuaran porque molestaban a los otros visitantes a la playa. La respuesta de los jóvenes fue “Salgan de nuestra playa. Esta es nuestra playa, nosotros la tenemos”. Pocos momentos después, dos o tres salvavidas fueron atacados y la culpa recayó sobre jóvenes libaneses, aunque la policía dijo que no existía un motivo racial para el asalto. Quejas de acoso sexual e intimidación a grupos de mujeres por bandas de jóvenes libaneses prosiguieron a los hechos.

## Cronología de los disturbios
- Mensajes de texto SMS circularon entre los jóvenes pidiendo venganza. El mensaje llamaba a los “aussies” (australianos), a vengarse contra los “lebs” y los “wogs” (términos peyorativos para referirse a los libaneses y a los no anglosajones respectivamente) y además decía “trae a tus amigos y mostrémosle a esos que esta es nuestra playa y que ellos nunca serán bienvenidos”, e invitaba a una reunión el 11 de diciembre. Los mensajes SMS y su contenido fueron ampliamente difundidos a través de los programas de radio y otros medios.
- El 7 de diciembre hubo relatos en los medios sobre personas que habían sido atacadas y acosadas en la playa de Cronulla por grupos de libaneses.
- El 8 de diciembre, el Premier de Nueva Gales del Sur, Morris Iema, pidió a la gente no tomarse la ley en sus propias manos.
- Durante la semana, el famoso personaje de radio, Alan Jones, pidió a la “comunidad hacer una demostración de fuerza” en la playa para detener la “invasión del Medio Oriente”.
- El sábado 10 de diciembre, la playa de Cronulla estaba completamente desierta a pesar del calor del verano y los jóvenes voluntarios fueron relevados por patrullas de vigilantes de la localidad.

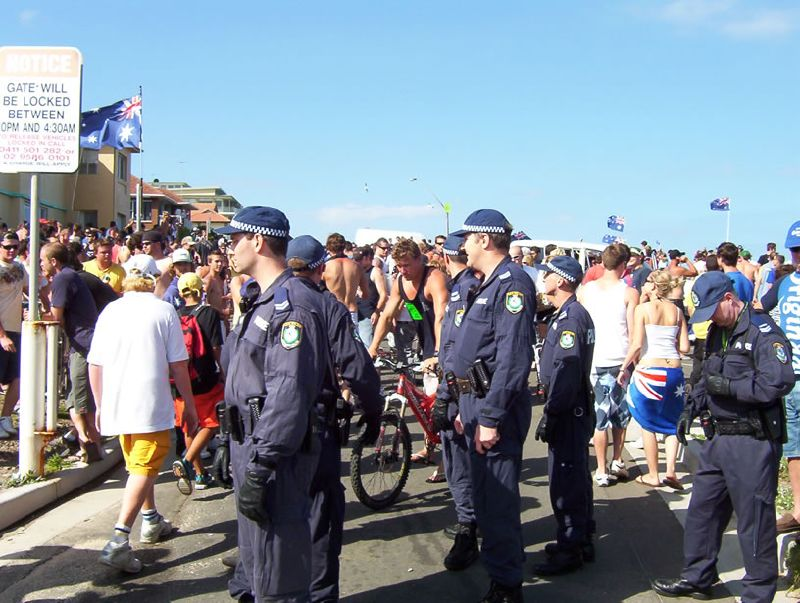
La policía australiana intentando controlar a los manifestantes (11 de diciembre del 2005).

- El domingo 11 de diciembre, 5000 personas entre las que se incluían grupos racistas y neonazis se reunieron en la playa de Cronulla para cantar consignas racistas y atacar a varias personas de apariencia árabe. La noticia de los disturbios racistas le da la vuelta al mundo a través del Internet.
- El lunes 12 de diciembre, importantes personalidades de la sociedad australiana aparecen en los medios condenando los disturbios. El primer ministro australiano John Howard condena los disturbios y niega que el racismo es un mal generalizado de la sociedad australiana. Este mismo día varios hombres armados se reúnen alrededor de la mezquita de Lakemba para protegerla, después de rumores de que iba a ser atacada por grupos neonazis. La policía interviene confiscando las armas y dispersando la multitud.
- El martes 13 de diciembre la policía detecta que grupos de individuos usan mensajes de texto SMS para incitar a los jóvenes a extender los disturbios. Se reporta que los mensajes SMS son recibidos por personas en varias ciudades australianas, desde Perth al oeste hasta Brisbane y Melbourne.
- El miércoles 14 de diciembre los gobernantes de los estados de Queensland y Victoria, Premier Peter Beattie y Premier Steve Bracks, condenan la campaña para extender los disturbios a todo el país calificándola de seguir una ideología nazi.
- El jueves 15 de diciembre, el gobierno de Nueva Gales del Sur aprueba la introducción de nuevas leyes que le dan poder a la policía para sofocar este tipo de disturbios.
- El viernes 16 de diciembre, grupos de jóvenes de Melbourne  descendientes de libaneses, italianos, serbios y griegos emprenden una caravana de vehículos hacia Sídney conformada por tres autobuses y más de treinta vehículos. La policía cierra el acceso a las principales playas de Sídney incluyendo la famosa playa de Bondi y recomienda a la ciudadanía que se mantenga alejada de ellas.
- Durante el 17 y 18 de diciembre la policía de Sídney lleva a cabo el operativo más grande realizado desde los Juegos Olímpicos con fuerte presencia policial en las playas. Bandas neonazis son arrestadas y sus armas confiscadas. Como resultado de estas medidas los disturbios parecen disolverse finalmente.

### Identificación de sitios 'rojos'
- El 26 de diciembre se publican en los principales diarios del país los resultados de una encuesta realizada por McQuarie University con el objetivo de trazar un mapa del racismo en la ciudad. Los resultados muestran que aquellos suburbios predominantemente anglosajones son los más intolerantes a otras razas y otras culturas. Los resultados de las encuestas señalan una lista de suburbios que son catalogados como los más racistas, estos son: Cronulla, Woollahra, Mosman, Liverpool, Concord, y Sutherland. La encuesta encontró que los suburbios más tolerantes son: Bondi, Leichhardt, Lidcombe, Lindfield, y el centro de la ciudad. El mapa de racismo será utilizado por el gobierno para la aplicación de programas de educación para la tolerancia. Archivado el 21 de octubre de 2007 en Wayback Machine.

## Brote de la violencia
El domingo 11 de diciembre, justo antes del brote de violencia, una multitud de aproximadamente 5000 personas se reunió en la playa. Miembros de la comunidad habían invitado a la reunión  como una respuesta al asalto contra los salvavidas el fin de semana anterior y el cual se atribuyó a bandas de libaneses. Según ABC News, el ambiente inicialmente festivo rápidamente se tornó violento:

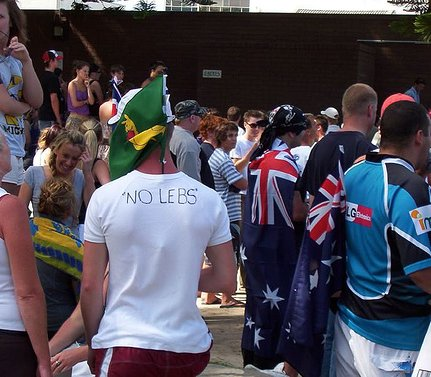
Manifestantes portando lemas racistas.

Muchos de los alborotadores vestían ropas con eslóganes como “Zona libre de Wogs”, “Orgullo Aussie”, “Unidad de limpieza étnica”, y “me gusta el cerdo” (una alusión a la dieta musulmana) y cantaban consignas como “libaneses fuera”, y otras expresiones racistas. Los asistentes incluían familias con niños, cabezas rapadas, supremacistas blancos y otras organizaciones racistas. Algunos distribuían volantes promoviendo sus causas e incitando a la violencia. Durante el día, varios individuos de apariencia árabe fueron atacados así como también los policías y los paramédicos que trataban de protegerlos y auxiliarlos. Otros jóvenes arrojaban botellas de cerveza sobre los vehículos de patrulla de la policía.
Docenas de personas fueron tratadas por heridas menores, cortaduras y moretones, mientras que otros individuos fueron evacuados bajo la protección de la policía, uno de ellos hacia el Hospital St. George en condición seria pero estable.
Hacia la 1:00 de la mañana del 12 de diciembre la violencia se había extendido Brighton Le Sands, donde la policía antidisturbios cerró la Bay Street en un enfrentamiento con la multitud.
Los periódicos de Sídney informaron que durante la noche la violencia se había extendido a Ashfield, al oeste de la ciudad, así como también a los suburbios del Gran Sídney Occidental, con disturbios en Banckstown y Punchbowl. El periódico The Sydney Morning Herald también reportó desórdenes en Kyeemagh.

## Una historia de conflictos y racismo

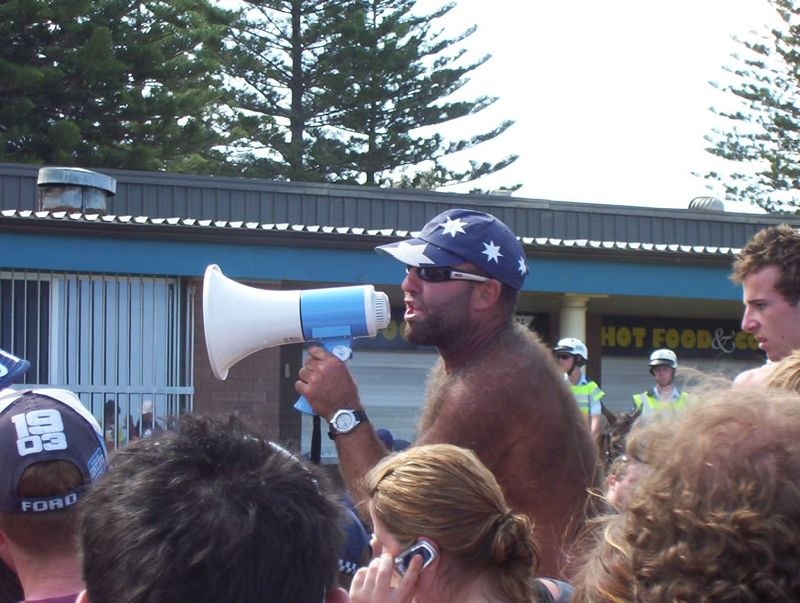
Manifestante aussie contra los inmigrantes.

Los incidentes en las playas son un fenómeno que ha existido desde los años 60, cuando se presentaban batallas de entre pandillas juveniles del oeste de la ciudad denominadas los “westies” contra las del lado de la playa denominadas los “surfies”. Estas batallas juveniles se describen en el libro “Puberty Blues”, que también fue llevado al cine y que describe la cultura del surfeo. A diferencia de otras playas en Sídney, la de Cronulla es la única que cuenta con una estación del tren metropolitano lo cual la ha hecho un destino popular para aquellos que viven lejos del mar.
El racismo en Australia se remonta a la época de la colonización y a los días de la Australia Blanca, en los cuales, la "protección de la pureza de la raza blanca" fue la política oficial del gobierno (desde 1880) y que se convirtió en ley en 1901 con la creación de la Federación Australiana. Las leyes de la Australia Blanca fueron abolidas en 1973 bajo la primera ministratura de Whitlan; estas reformas fueron a su vez ratificadas en 1978 bajo el gobierno del primer ministro Fraser.